# Bataille de Damaturu (2013)
Insurrection de Boko Haram
La troisième bataille de Damaturu se déroule lors de l'insurrection de Boko Haram.

## Déroulement
Le 24 octobre, en fin de journée, les jihadistes de Boko Haram lancent une attaque contre des postes de police de la ville de Damaturu, capitale de l'État de Yobe. Les assaillants effectuent des attaques coordonnées sur plusieurs points, à pied ou à bord de véhicules. Quatre postes de police sont incendiés ; le poste de commandement de la police, le département des enquêtes criminelles, le siège de la police mobile et le commissariat de police de la division C, tous situés à la sortie de la ville. Les affrontements se poursuivent jusque tard dans la nuit,.

## Les pertes
Selon les déclarations d'un sergent de la police nigériane, 35 assaillants islamistes ont été tués et 25 capturés tandis que les pertes des forces de l'ordre sont de 10 morts pour la police et 17 tués pour l'armée.
Un responsable de l’hôpital de Damaturu affirme avoir compté 35 cadavres vêtus d'uniformes militaires. 37 sont comptés le 26 octobre. Cependant il ne s'agit pas nécessairement de soldats, car les islamistes de Boko Haram ont eux-mêmes l'habitude de porter des uniformes. 20 soldats blessés ont également été admis à l'hôpital de Jos. 
Le 4 novembre, Abubakar Shekau, chef Boko Haram, revendique l'attaque de Damaturu.